# Kazimierz Galiński

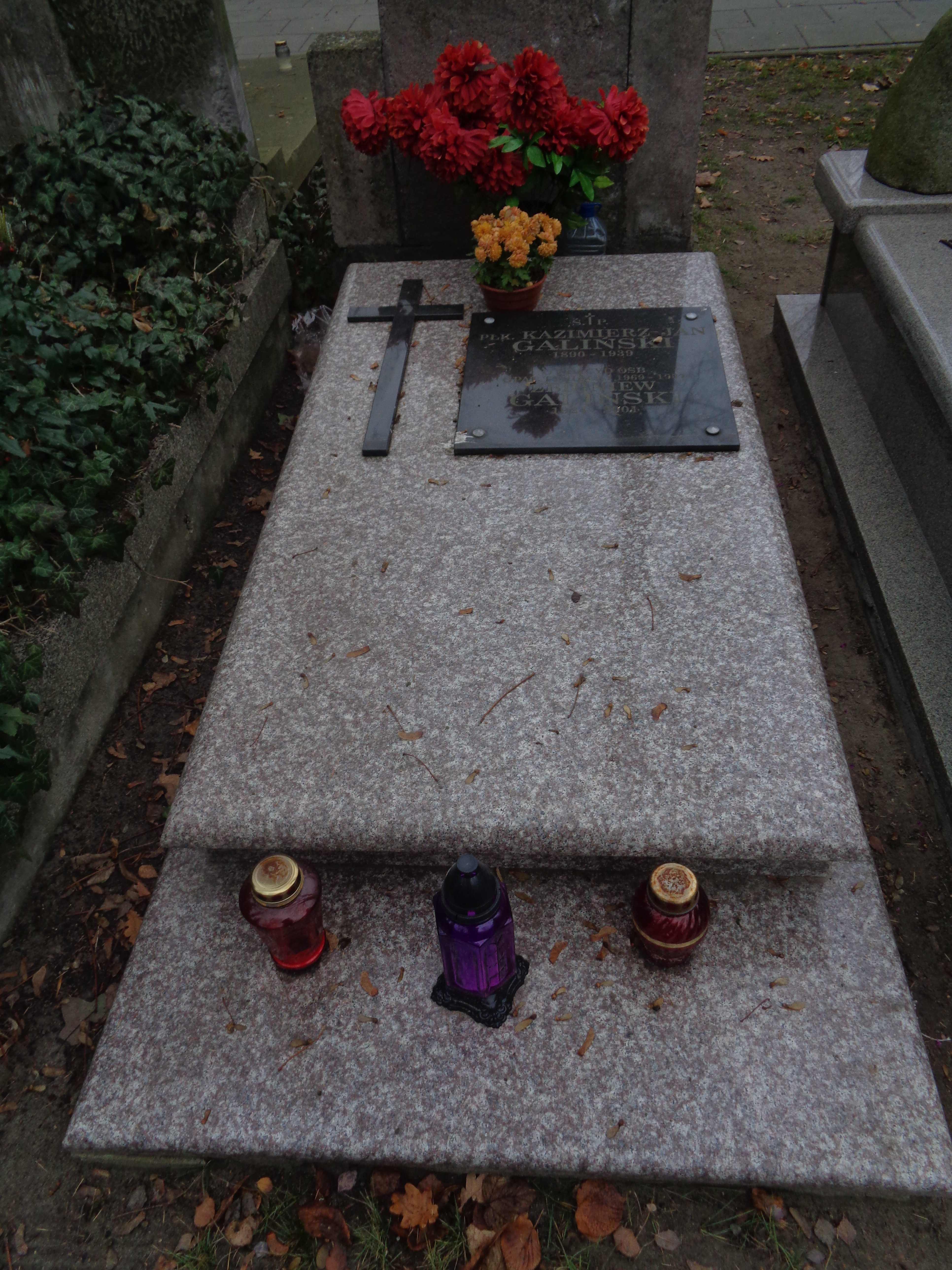
Grób Kazimierza Galińskiego na Cmentarzu Wojskowym na Powązkach

Kazimierz Jan Galiński (ur. 8 lutego 1894, zm. 26 września 1939 w Warszawie) – podpułkownik dyplomowany piechoty Wojska Polskiego.

## Życiorys
Urodził się 8 lutego 1894 roku, jako syn Jana. W latach 1919–1920, w czasie wojny z bolszewikami, walczył w szeregach 34 pułku piechoty. Dowodził III batalionem tego pułku. 13 czerwca 1920 roku w czasie walk o Czarnobyl został ranny. W trzeciej dekadzie lipca 1920 roku, w czasie odwrotu spod Grodna objął dowództwo pułku. 2 sierpnia wyróżnił się w walce o Mężenin, w czasie której polska XVIII Brygada Piechoty rozbiła sowiecką 53 Brygadę Strzelców. Za ten bój odznaczony został Krzyżem Srebrnym Virtuti Militari. W południe następnego dnia dowodzony przez niego oddział skoncentrował się w Kołakach Kościelnych, a następnie rozpoczął marsz na Gunie-Ostrów i Gołasze-Dąb. Pod tą drugą wsią, prowadząc do natarcia jedną z kompanii został ciężko ranny. Tego samego dnia pułk został otoczony przez bolszewików i rozbity. Rannego dowódcę pułku i rannego dowódcę brygady, ppłk. Łuczyńskiego wywiózł z pola walki i okrążenia szer. Wincenty Zubik, później awansowany na kaprala i odznaczony Krzyżem Srebrnym Orderu Virtuti Militari.
Po zakończeniu działań wojennych pozostał w służbie czynnej, w macierzystym 34 pp stacjonującym w garnizonie Biała Podlaska. 3 maja 1922 roku został zweryfikowany w stopniu kapitana ze starszeństwem z dniem 1 czerwca 1919 roku i 139. lokatą w korpusie oficerów piechoty. 10 lipca tego roku zatwierdzony na stanowisku pełniącego obowiązki dowódcy batalionu. 31 marca 1924 roku został awansowany na majora ze starszeństwem z dniem 1 lipca 1923 roku i 56. lokatą w korpusie oficerów piechoty.
Z dniem 3 października tego roku przeniesiony został do Korpusu Ochrony Pogranicza na stanowisko dowódcy 4 batalionu granicznego. Za służbę w ochronie granic RP odznaczony został Srebrnym Krzyżem Zasługi. 23 stycznia 1929 roku awansował na podpułkownika. W marcu 1929 roku przeniesiony został z KOP do 18 pułku piechoty w Skierniewicach na stanowisko zastępcy dowódcy pułku.
W tym samym roku zakwalifikowany został na studia w Wyższej Szkole Wojennej w Warszawie. Po odbyciu trzymiesięcznego stażu oraz ukończeniu kursu próbnego przy WSWoj. (15 października – 15 grudnia 1929 roku) rozpoczął naukę na Kursie Normalnym WSWoj. 23 stycznia 1929 roku awansował na podpułkownika ze starszeństwem z dniem 1 stycznia 1929 roku i 31. lokatą w korpusie oficerów piechoty.
Z dniem 1 września 1931 roku, po ukończeniu studiów i uzyskaniu dyplomu naukowego oficera dyplomowanego, przydzielony został do Oddziału II Sztabu Generalnego WP na stanowisko szefa Ekspozytury Nr 1 w Wilnie. Z dniem 1 października 1933 roku przeniesiony został ze Sztabu Głównego do 33 pułku piechoty w Łomży na stanowisko zastępcy dowódcy pułku. Z dniem 31 sierpnia 1934 roku przeniesiony został w stan spoczynku.
W środę 9 marca 1938 roku Sąd Apelacyjny w Warszawie utrzymał w mocy wyrok Sądu Okręgowego w Warszawie skazujący emerytowanego pułkownika Kazimierza Galińskiego na karę sześciu miesięcy aresztu w zawieszeniu za spowodowanie obrażeń ciała u kpt. Władysława Sumary. Zdarzenie miało miejsce w Warszawie pod mostem Poniatowskiego. Obaj oficerowie strzelali do siebie z rewolwerów. W czasie wymiany ognia pułkownik Galiński zranił kapitana Sumarę. Jako pierwszy broń wyjął i strzelił kapitan Sumara. Pułkownik Galiński zamierzał jedynie „obić pejczem” swojego rywala. Motywem był romans pułkownika z żoną kapitana.
W czasie kampanii wrześniowej został powołany do czynnej służby i rozporządzeniem Biura Personalnego Ministerstwa Spraw Wojskowych z 4 września 1939 roku wyznaczony na stanowisko zastępcy dowódcy Lwowskiej Brygady Obrony Narodowej we Lwowie. Stanowiska nie objął i walczył w Obronie Warszawy. 12 września, po śmierci ppłk. Jakuba Witalisa Chmury, objął dowództwo Odcinka Południowego i 360 pułku piechoty. 26 września, w czasie natarcia na Królikarnię, został śmiertelnie ranny. Pochowany na Cmentarzu Wojskowym na Powązkach (kwatera A17-2-12).
Jego bezpośredni przełożony w czasie walk o Warszawę, płk dypl. Marian Porwit tak wspominał swego podkomendnego: „uzgodniliśmy z generałem Czumą, że dowództwo odcinka Południowego i 360 pp obejmie ppłk dypl. w st. sp. Kazimierz Galiński, znany nam jako dzielny oficer bojowy z czasów dawniejszych. (...) Podpułkownik Galiński, który wyszedł był ze służby czynnej, gdyż nie odpowiadały mu warunki czasów pokoju, a odżył po objęciu funkcji bojowej, robił więcej, niż przedstawiał w swoich meldunkach, spędzając dużą część każdego dnia na jednym z punktów swojej pozycji”.

## Ordery i odznaczenia
- Krzyż Złoty Orderu Wojennego Virtuti Militari (pośmiertnie)
- Krzyż Srebrny Orderu Wojskowego Virtuti Militari (28 lutego 1921)[13]
- Krzyż Kawalerski Orderu Odrodzenia Polski (27 listopada 1929)[14]
- Krzyż Walecznych (czterokrotnie)
- Srebrny Krzyż Zasługi (29 października 1926)[15]
- Medal Zwycięstwa (2 grudnia 1921)[16]